# Антиковедение
Антикове́дение — комплексная наука об Античности, классической древности, о Древних Греции и Риме, включающая в себя их историю, классическую филологию и археологию и другие родственные дисциплины.
В континентальной Европе под антиковедением также понимают классическую филологию, но так как филология относится преимущественно к изучению языков и литературы, термин приобрёл двоякий смысл. В XIX веке немецкими учёными была создана концепция «науки о древности» (нем. Altertumswissenschaft), объединявшая различные аспекты изучения Древнего мира, такие дисциплины как собственно классическая филология, история древнего мира, классическая археология, искусствоведение, папирология, эпиграфика, нумизматика и история права. Англоязычный термин «Classics» буквально значит «классики» — классические, древнегреческие и римские, авторы; происходя же из нем. Altertumswissenschaft — комплексной науки об античности — классическая филология сближается со studies on antiquity — «антиковедением».
Хронологически антиковедение охватывает период от второго тысячелетия до новой эры до середины первого тысячелетия новой эры; географически — район наибольшего распространения эллинистических и древнеримских завоеваний и сфер влияния.
Интерес к собственной истории возникает в античности, к которой относят и появление истории как науки. Древнегреческого автора V века до н. э. Геродота называют «отцом истории». После упадка и застоя средневековья, проявление исключительного интереса к античности среди мыслителей эпохи Возрождения положило начало систематического её изучения. На рубеже XVIII—XIX веков начала складываться наука антиковедения, изначально как классическая филология, от которой в XIX в. немецкими филологами была отделена история античности — как энциклопедическая историография появилась нем. Klassische Altertumswissenschaft («наука о классической древности»).
Немецкие учёные сразу же заняли безоговорочно лидирующие позиции в антиковедении, продолжив удерживать их по начало XX века. В нынешнее время на первое место выдвинулось англо-американское антиковедение. За ним, указывает профессор И. Е. Суриков, следует французское. Как отмечал С. Б. Крих: «Внутренний сюжет истории антиковедения 1930—1980-х гг. … это линия Ростовцев — Финли, причем линия преимущественно не преемственности, а противостояния» («финлеанская линия в изучении античной экономики сформировалась как реакция на концепции „модернистов“, включая Ростовцева», — отмечал А. В. Махлаюк).
Основоположным для истории античного искусства стал относящийся к эпохе Просвещения труд И. Винкельмана «История искусства в древности» (1764). Книгой Ф. А. Вольфа «Пролегомены к Гомеру» («Prolegomena ad Homerum», 1795) был поставлен так называемый гомеровский вопрос, был совершён переворот в филологии.
В XIX в. изучали преимущественно политическую историю древней Греции, одной из коренных проблем антиковедения был вопрос о происхождении древнегреческого народа и его культуры. В отличие от XIX века, в XX веке в центре внимания антиковедов одним из важнейших был вопрос о социальной структуре античного общества, в частности об античном рабстве.
В центре внимания современного антиковедения выделяется тема полиса, приоритетной называют исследование Афинской демократии, часто обращаются к рецепции античности в различных культурах. Региональными причинами объясняется традиционно высокий интерес отечественных исследователей античности к северному Причерноморью, в изучении которого они занимают лидирующие позиции.
Первым видным отечественным антиковедом был М. С. Куторга (1809—1889) в Петербургском университете, ставшем колыбелью российского антиковедения. Мировую известность получил эмигрировавший из России после революции М. И. Ростовцев. Среди современников можно упомянуть называемого патриархом петербургской школы античной истории Э. Д. Фролова.
Российское антиковедение, развившееся первоначально как побочное ответвление немецкой классической филологии, с середины XIX в. встало вровень с европейскими.
Фундаментальную антиковедческую подготовку в современной России можно получить в Санкт-Петербургском и Московском университетах. С 1934 года в них организованы специальные кафедры древней истории — существующие и поныне кафедра истории древней Греции и Рима в СПбГУ и кафедра истории древнего мира в МГУ. В большинстве других отечественных университетов тогда же возникшие первоначально кафедры истории древнего мира были вскоре слиты со смежными.
Также выделяется Институт восточных культур и античности (ИВКА) РГГУ. Ведущим изданием российского антиковедения является журнал «Вестник древней истории».
Действует Российская ассоциация антиковедов.